# Grigori Wassiljewitsch Kissunko

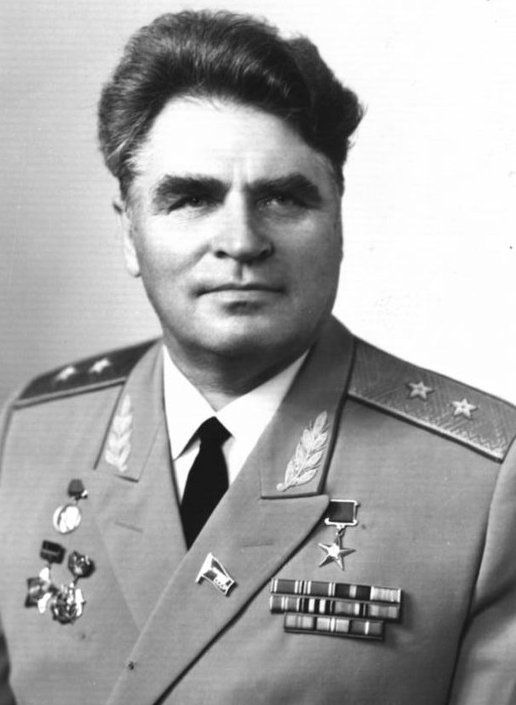
Grigori Wassiljewitsch Kissunko

Grigori Wassiljewitsch Kissunko (* 20. Juli 1918 in Bilmanka; † 11. Oktober 1998  in Moskau) war ein sowjetischer Physiker im Bereich der Elektrodynamik und gilt als der Vater des sowjetischen Raketenabwehr. Er war der Hauptentwickler des weltweit ersten Raketenabwehrsystems System A und später des A-35-ABM-Systems.

## Leben und Wirken

### Jugend und Ausbildung
Kissunko wurde am 20. Juli 1918 in Bilmanka in der heutigen Oblast Saporischschja geboren. Seine Eltern waren Wassili Trofimowitsch Kissunko und Nadeschda Awramowna Kissunko, geborene Skrjabin. Im Jahre 1930 zog die Familie nach Mariupol, wo beide Elternteile in einem metallurgischen Betrieb eine Anstellung fanden. Schon früh zeigte sich Kissunkos Begabung für Mathematik und Physik. Weil in der Familie Spannungen herrschten, zog er bereits 1934 aus und schrieb sich in die physikalisch-mathematische Fakultät an der Nationalen Taras-Schewtschenko-Universität Luhansk ein.
Während des Großen Terrors in der Sowjetunion wurde Kissunkos Vater am 3. April 1938 verhaftet und am 29. April erschossen, weil er angeblich einen bewaffnete Aufstand geplant hatte. Als Sohn eines Volksfeindes stand Kissunko jahrelang unter Beobachtung. Erst im März 1965 wurde sein Vater rehabilitiert. Ein Jahr nach der Hinrichtung seines Vaters musste seine Mutter wegen gesundheitlicher Probleme die Arbeitsstelle aufgeben und war von Unterstützung durch ihren Sohn abhängig. 1938 schloss Kissunko die Universität in Luhansk im Studiengang Physik mit Auszeichnung ab.
Im Herbst 1938 begann er ein postgraduales Studium an der staatlichen Universität Leningrad. Am 17. Juni 1941 verteidigte er seine Dissertation mit dem akademischen Grad eines Kandidaten der Wissenschaften der Physik und Mathematik.
Im Zweiten Weltkrieg meldete er sich am 4. Juli 1941 als Freiwilliger zur Leningrader Volksmiliz, wo er zunächst in einem regulären Infanterieregiment diente. Dann wurde er als Kadett in die Luftverteidigungsschule der Roten Armee aufgenommen und diente vom 18. Februar 1942 an als Offizier im 337. Funkbataillon. Er durchlief mehrere Posten und blieb dort bis zum Dezember 1944.
1944 wurde Kissunko als Lehrkraft für theoretische Funkortung an die Militärakademie der Fernmeldetruppe, S. M. Budjonny eingeladen. Er unterrichtete auch an anderen Lehranstalten wie der staatlichen Universität Leningrad, dem Polytechnischen Institut „M. I. Kalinin“ zu Leningrad oder der Seekriegsakademie N. G. Kusnezow und beriet verschiedene Forschungsinstitute. Während der nächsten fünf Jahre publizierte er eine Reihe von Artikeln über Elektrodynamik und Hochfrequenz. Im Jahre 1951 verteidigte er seine Doktorarbeit.

### Entwicklung von Flugabwehrraketensystemen

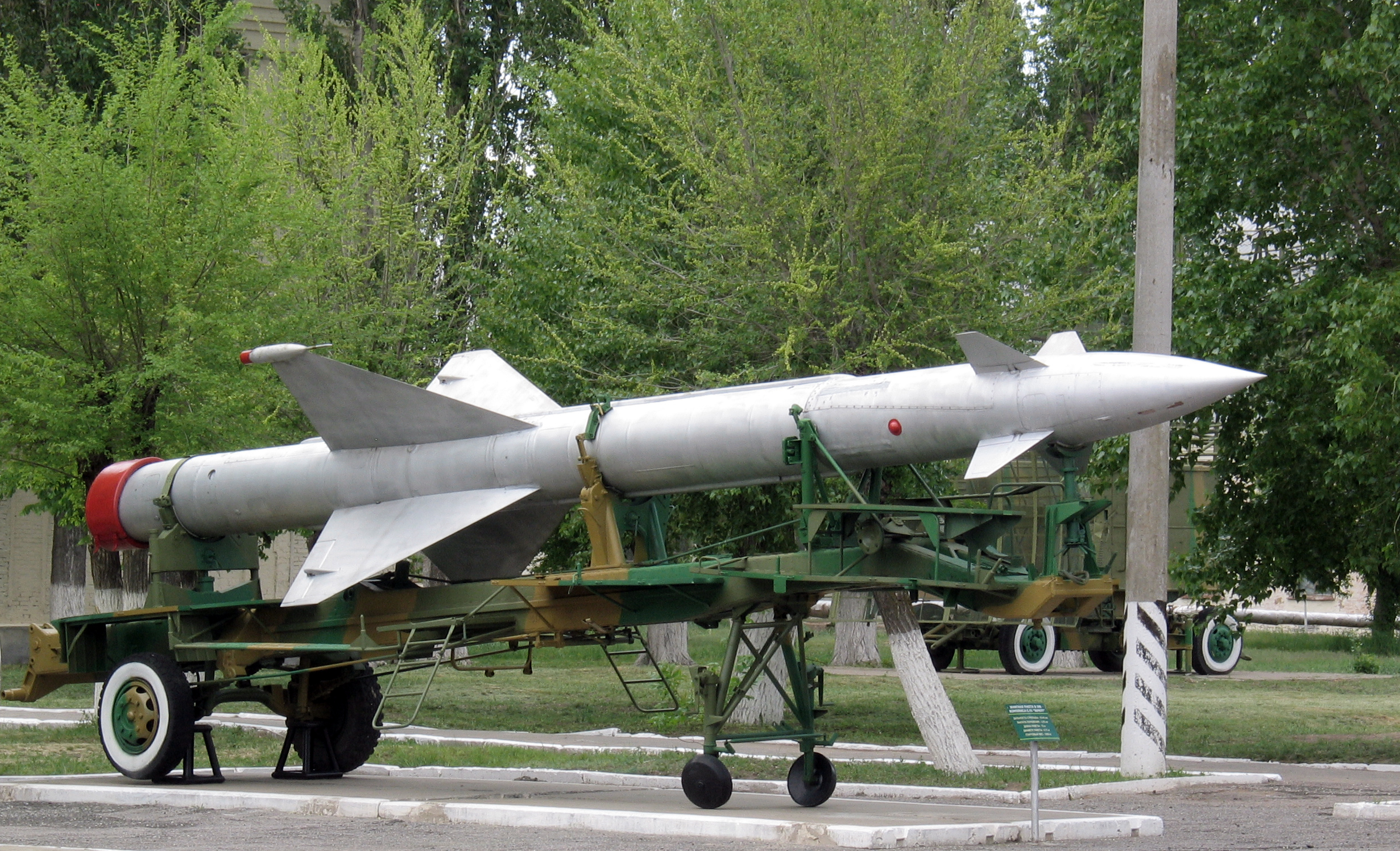
Rakete des S-25 Systems

Als sich Ende der 1940er Jahre der Kalte Krieg zwischen den Westmächten und dem Ostblock abzeichnete, befürchtete die Sowjetunion einen Angriff mit Atombomben. Aus diesem Grund startete das Land die Entwicklung eines moderneren Flugabwehrraketensystems. Zu diesem Zweck wurden Experten in das neu gegründete Konstruktionsbüro 1 (KB-1) transferiert, darunter auch Kissunko, der deswegen im Oktober 1950 die sowjetische Armee verließ. Beim KB-1 war er verantwortlich für die Entwicklung der Komponenten der Funksteuerung der Flugabwehrrakete. Die Entwicklungsarbeit führte zu dem stationären Flugabwehrraketensystem S-25 Berkut. Für die Teilnahme an der Entwicklung der S-25 wurde Kissunko am 20. April 1956 mit dem Titel Held der sozialistischen Arbeit und dem Leninorden geehrt.
Er arbeitete auch am S-75, dem mobilen und verbesserten Nachfolger des S-25.

### Entwicklung von Raketenabwehrsystemen

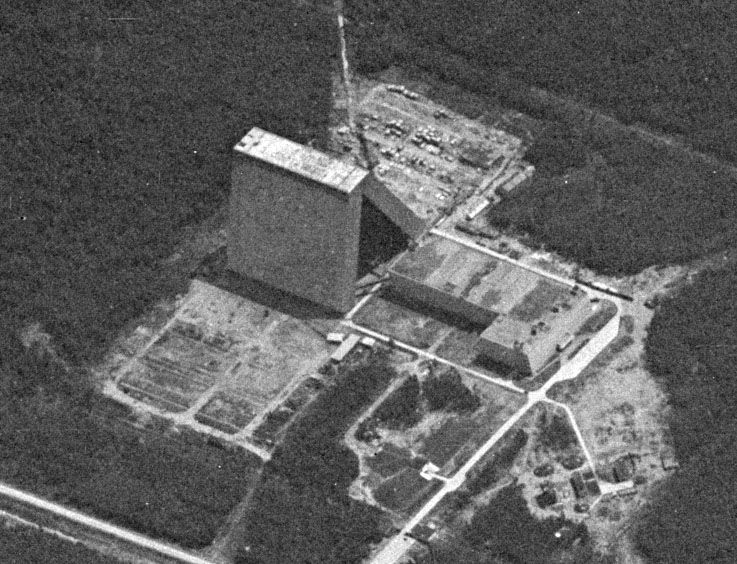
Donau-Radar des A-35 Systems

Mit der Entwicklung von Interkontinentalraketen in den frühen 1950er Jahren ging auch die Frage von deren Abwehr einher. Einen offiziellen Start der Entwicklung einer sowjetischen Raketenabwehr gab der Chef des Generalstabs Wassili Danilowitsch Sokolowski im August 1953. Obwohl einige Experten dieses für technisch nicht durchführbar hielten, stellte sich Kissunko mit seinen bei der Entwicklung von Flugabwehrraketen gesammelten Erfahrungen dieser Aufgabe. Bei einem Raketenabwehrsystem musste das Radar die Interkontinentalrakete in einer viel weiteren Entfernung lokalisieren als die bisherigen Flugabwehrsysteme für Flugzeuge, auch waren die Raketen viel schneller und zudem musste das Radar den abgetrennten Gefechtskopf von dem Raketenrumpf unterscheiden.
Im August 1954 begann Kissunko, Vorschläge für ein experimentelles Raketenabwehrsystem zu machen. 1955 wurde für diese Aufgabe innerhalb des KB-1 das Sonderkonstruktionsbüro 30 (SKB-30) unter der Leitung von Kissunko aufgestellt. Das Zentralkomitee der KPdSU und der Ministerrat der UdSSR bewilligten mit der Entscheidung Nr. 107-101 am 3. Februar 1956 die Realisierung des von Kissunko vorgeschlagenen Systems A. Während das experimentelle System A noch in der Entwicklung war, bewilligte die politische Führung am 8. April 1958 (Entscheidung Nr. 389-185) die Entwicklung des operativen Raketenabwehrsystems A-35, ebenfalls unter der Führung von Kissunko.
Die Herausforderungen waren schwer und komplex, die Entwicklung verschiedener neuartiger Komponenten musste koordiniert werden. Ein neues Radarsystem musste schnell fliegende Raketen präzise erfassen, ein von Wsewolod Sergejewitsch Burzew entwickelter Feuerleitrechner musste die Flugbahn immer wieder neu errechnen und die von Pjotr Dmitrijewitsch Gruschin entwickelte W-1000 Abfangrakete musste genau ins Ziel gesteuert werden können. Am 4. März 1961 gelang es, mit dem System A bei einem Test einen Übungsgefechtskopf der Mittelstreckenrakete R-12 zu zerstören.
Zwischen 1961 und 1962 half das System A bei dem Kernwaffentest-Projekt K und Kissunko stand beratend zur Seite. Beim Projekt K wurden insgesamt vier Kernwaffen in großer Höhe gezündet. Außerdem halfen einige beim System A gewonnene Erkenntnisse zur Verbesserung von Radioteleskopen sowie der Flugbahnkontrolle für die Raumfahrt.
Das experimentelle Raketenabwehrsystem System A war für die Sowjetunion wissenschaftlich, technisch, politisch und militärstrategisch von großer Bedeutung. Für die Entwicklung des Systems A wurde Kissunko 1966 der Leninpreis verliehen.
Um eine konzentrierte Entwicklung des Systems A-35 zu gewährleisten, entschied die politische Führung am 30. Dezember 1961 (Entscheidung Nr. 1181-511), das SKB-30 als eigenständiges Experimental-Konstruktionsbüro OKB-30 unter der Leitung von Kissunko aufzustellen. Dieses geschah auch, weil es zwischen Kissunko und dem Leiter des KB-1, Alexander Andrejewitsch Raspletin, persönliche Spannungen gab. Das Verhältnis zum Minister der Radioindustrie Valery Kalmykov, der früher auch beim KB-1 tätig gewesen war, blieb belastet. Am 24. März 1966 wurde das OKB-30 in OKB „Vympel“ umbenannt. 1970 beschloss das Ministerium für Radioindustrie die Bildung des zentralen wissenschaftlichen Industrieverbands TsNPO „Vympel“ als Zusammenschluss des OKB „Vympel“ und zweier weiterer Einrichtungen. Kissunko war der stellvertretende wissenschaftliche Leiter und zuständig für das A-35-System.
Die erste Stufe des A-35-Systems erreichte 1972 die Betriebsreife, 1974 die zweite Stufe. Doch in der Zwischenzeit waren die gegnerischen Raketen an die sowjetischen Abwehrmöglichkeiten angepasst worden und setzten z. B. Täuschkörper aus. Deswegen bewilligte die politische Führung am 10. Juni 1971 (Entscheidung Nr. 376-119) die Planung einer Modernisierung des A-35-Systems. 1974 stellte Kissunko die Planung fertig.
Parallel zu seiner Arbeit im TsNPO „Vympel“ hatte die politische Führung Kissunko um einen Entwurf für ein neues territoriales Raketenabwehrsystem gebeten. Kissunko schlug das dreistufige System „Aurora“ vor, welches das europäische und asiatische Gebiet der Sowjetunion sowie Moskau mit zwei Ringen von Radaranlagen abdecken sollte. Dieses Vorhaben wurde aber nicht weiter verfolgt, da sich im Mai 1972 im ABM-Vertrag die Sowjetunion mit den USA auf eine Begrenzung der Raketenabwehrsysteme einigten.
Zwischen Kissunko und der Leitung des Ministeriums für Radioindustrie wuchsen die Meinungsverschiedenheiten, insbesondere zu der Frage, wie die A-35 modernisiert werden sollte. Das Ministerium schlug sogar vor, die Modernisierung einzustellen. Kissunko wandte sich direkt an den Generalsekretär der KPdSU, Leonid Iljitsch Breschnew, und der Streit spitzte sich zu. Die Modernisierung des A-35-Systems wurde zwar fortgesetzt, aber ohne Kissunko. Die politische Führung ließ ihn fallen und am 13. August 1975 entband das Ministerium für Radioindustrie Kissunko von den Aufgaben im TsNPO „Vympel“. In seinen Memoiren zeigte sich Kissunko verbittert über die damaligen Entscheidungen.

### Spätere Forschungsarbeit
Nach seiner Abberufung vom TsNPO „Vympel“ arbeitete Kissunko noch vier Jahre als Vizedirektor im Zentralen Forschungsinstitut für radioelektronische Systeme (TsNIIRES). Doch das Verhältnis zwischen ihm und dem Ministerium für Radioindustrie war zerrüttet und er erbat beim Verteidigungsminister im Juli 1979 seine Ablösung.
Am 13. August 1979 wurde er als wissenschaftlicher Berater des 45. zentralen wissenschaftlichen Forschungsinstituts des Verteidigungsministeriums eingesetzt. Im Jahr 1987 schied er aus der Sowjetarmee aus, arbeitete jedoch als Laborleiter an der Akademie der Wissenschaften der UdSSR weiter. Kissunko forschte bis zu seinem Tod und veröffentlichte mehrere Schriften und Bücher zur Elektrodynamik.
Kissunko lebte bis zu seinem Tod am 11. Oktober 1998 in Moskau. Er wurde am Friedhof Trojekurowo beerdigt.

### Familie
Kissunko war mit Armor Isaevna, einer Lehrerin des Marxismus-Leninismus, verheiratet. Das Paar hatte zwei Kinder: Vasiliy Grigorjewitsch Kissunko, geboren 1940, wurde Film- und Kunstexperte; Alexander Grigorjewitsch Kissunko, geboren 1947, wurde Strahlenphysiker.

## Mitgliedschaften und Auszeichnungen

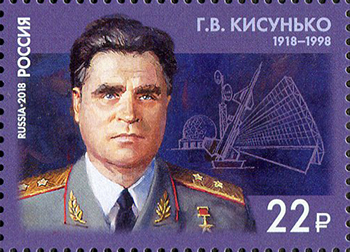
Briefmarke zu Ehren von Kissunko

Kisunko war seit 1944 Mitglied in der Kommunistischen Partei der Sowjetunion. In den Jahren 1966–1974 war ein Abgeordneter des Oberster Sowjet der UdSSR.
- Orden für Militärische Verdienste (Russland) (19.11.1951; 25.04.1953).
- Leninorden (20.04.1956 und 19.07.1968)
- Held der sozialistischen Arbeit (20.04.1956)
- Orden des Roten Sterns (30.12.1956)
- korrespondierendes Mitglied der Akademie der Wissenschaften der UdSSR (1958)
- Leninpreis (1966)
- Rank des Generalleutnant in der Sowjetarmee (1967)
- Orden des Vaterländischen Krieges I-Klasse (11.03.1985)
- Orden des Roten Banners der Arbeit
- Verdienstorden für das Vaterland IV-Klasse (16.11.1998, postum)[1][2]